# Michael Palin
Michael Edward Palin (5. svibnja 1943.), britanski humorist i televizijska ličnost, nekadašnji član grupe Monty Python, kasnije poznat po putopisnim dokumentarcima.

## Rana karijera
Michael Palin je rođen u Sheffieldu u Engleskoj.  Otac mu je bio inženjer u čeličani.  Michael je pohađao osnovnu školu u Birkdaleu te internat u Shrewsburyju.  Još u školskim danima se interesirao za glumu.  1962. počeo je studij moderne povijesti na Brasenose College, dijelu sveučilišta Oxford.  Zajedno s kolegom Robertom Hewisonom, napisao je i izveo komičnu predstavu na studentskoj božićnoj zabavi.  Nastup je vidio Terry Jones, tada također student na Oxfordu, pa im se pridružio u daljnjem radu.  Palin se tada počeo aktivno baviti glumom.
Kada je 1965. završio školovanje dobio je poziv od Jonesa, koji je godinu dana ranije napustio fakultet, da mu se pridruži u pisanju kazališnog dokumentarca o seksu.  Iako je projekt kasnije napušten, spojio je Jonesa i Palina kao autorski duo.  Zajedno su pisali komične sadržaje za razne programe BBC-a.  Bili su dio tima pisaca koji je radio na emisiji The Frost Report; među članovima su bili i budući članovi Monty Pythona: Graham Chapman, John Cleese i Eric Idle.
1966. oženio se s Helen Gibbins koju je upoznao sedam godina ranije na odmoru.  Njihov prvi susret je kasnije obrađen u Palinovoj predstavi Istočno od Ipswicha.  Imali su troje djece.
Palin je na raznim humorističnim emisijama surađivao s budućim članovima Monty Pythona: s Cleeseom na How to Irritate People. s Idleom na Do Not Adjust Your Set, s Jonesom na Twice a Fortnight i The Complete and Utter History of Britain.  Tada ga je Cleese pozvao da mu se pridruži u izradi novog showa koji će uskoro postati Leteći cirkus Montyja Pythona.

## Monty Python
U Letećem cirkusu Palin je igrao razne uloge, od nevjerojatno smirenih ljudi do maničnih entuzijasta.  Skečeve je često radio s Jonesom (npr. The Lumberjack Song), iako ih je također pisao ili započinjao i sam (The Spanish Inquisition).  U početku su više surađivali, a kasnije su zaključili da je produktivnije da svatko radi sam i da na kraju međusobno pregledaju rezultate.  Skečevi su mu uglavnom polazili od svakodnevnih situacija u koje bi bio uveden neki nevjerojatni element pretvarajući ih tako u bizarne i smiješne.

## Kasnija karijera
Nakon kraja Monty Pythona, Palin je nastavio suradnju s Jonesom na novoj humorističnoj seriji Ripping Yarns.  Glumio je i u Idleovoj parodiji dokumentarca o Beatlesima, All You Need Is Cash.
Prvi samostalni projekt bio mu je film Misionar za kojeg je napisao scenarij i odigrao glavnu ulogu, svećenika koji dolazi iz Afrike u Englesku kako bi pomagao prostitutkama.  Glumio je u Gilliamovim filmovima: Vremenski banditi, Jabberwocky i Brazil.  Najuspješnija filmska uloga nakon Pythona bila mu je u filmu Riba zvana Wanda. Osim toga, sudjelovao je i u raznim drugim filmovima, uključujući i neke ozbiljne drame.
Palin je predsjednik organizacije Transport 2000 koja promovira upotrebu javnog prijevoza, pješačenje i biciklizam kako bi se smanjile štetne ekološke i sociološke posljedice prometa.
2000. je dobio titulu Commander of the Order of the British Empire (CBE) za rad na televiziji

## Dokumentarci
Prvi putopisni dokumentarac snimio je 1980. kao dio BBC-ove serije Great Railway Journeys of the World.  Tada je vlakom putovao kroz Britaniju; 1994. snimio je nastavak, Derry to Kerry, u kojemu putuje kroz Irsku.  Od 1989. napravio je nekoliko popularnih putopisnih serija:
- Put oko svijeta za 80 dana (Around the World in 80 Days, 1989.): približno slijedi put opisan u romanu Julesa Verna.
- Put od pola do pola (Pole to Pole, 1992.): putuje od Sjevernog do Južnog pola približno prateći 30 meridijan.
- Puni krug (Full Circle, 1997.): kružno putovanje kroz zemlje oko Tihog ocena.
- Hemingway (Michael Palin's Hemingway Adventure, 1999.): prati stope Hemingwaya kroz SAD, Europu, Afriku i Karibe.
- Sahara (Sahara with Michael Palin, 2002.): putovanje kroz veliku pustinju.
- Himalaja (Himalaya with Michael Palin, 2004.): putovanje kroz himalajsku regiju.
- Nova Europa (Michael Palin's New Europe, 2007.): putovanje kroz srednju, istočnu i jugoistočnu Europu.
- Brazil (Brazil with Michael Palin, 2012.): putovanje kroz Brazil.

Palinovi televizijski putopisi stvorili su fenomen nazvan Palinov efekt: dijelovi svijeta koje je posjetio iznenada su postali popularna turistička odredišta.  U čast njegovih postignuća, po Palinu je nazvan putnički vlak britanske željezničke kompanije, Virgin Trains, koja svojim vlakovima daje imena poznatih svjetskih putnika.
Palinove knjige mogu se u cijelosti pročitati na njegovim internetskim stranicama – http://www.palinstravels.co.uk/

### Putopisi
- Around the World in 80 Days (1989.) ISBN 0563208260
- Pole to Pole (1992.) ISBN 0563370653
- Full Circle (1997.) ISBN 0563371218
- Michael Palin's Hemingway Adventure (1999.) ISBN 0297825283
- Sahara (2002.) ISBN 0297843036
- Himalaya (2004.) ISBN 0297843710
- New Europe (2007.) ISBN 0297844490
- Brazil (2012.) ISBN 0297866265

### Monty Python
- The Pythons Autobiography by The Pythons (2003) ISBN 0752852930

### Fikcija
- Hemingway's chair (1995) ISBN 0749319305

## Filmovi
- And Now For Something Completely Different (1971.)
- Monty Python i Sveti gral (1975.)
- Three Men in a Boat (1975.)
- Jabberwocky (1977.)
- Monty Python's Life of Brian (1979.)
- Time Bandits (1981.)
- Monty Python Live at the Hollywood Bowl (1982.)
- The Missionary (1982.)
- Smisao života Montyja Pythona (1983.)
- A Private Function (1984.)
- Brazil (1985.)
- Riba zvana Wanda (1988.)
- American Friends (1991.)
- The Wind in the Willows (1996.)
- The Willows in Winter(1996.)
- Fierce Creatures (1997.)

## Televizija
- Twice a Fortnight (1967.)
- Do Not Adjust Your Set (1967.)
- How to Irritate People (1968.)
- Complete and Utter History of Britain (1969.)
- Monty Python's Flying Circus (1969. – 1974.)
- Ripping Yarns (1976. – 1979.)
- Michael Palin: Around the World in 80 Days (1989.)
- Pole to Pole (1992.)
- Irish Railway Journey: Derry to Kerry (1994.)
- Full Circle with Michael Palin (1997.)
- Michael Palin's Hemingway Adventure (1999.)
- Sahara (2002.)
- Himalaya (2004.)

## Vanjske poveznice
- Michael Palin u internetskoj bazi filmova IMDb-u (engl.)
- Michael Palin - BBC Guide to Comedy
- Michael Palin - Comedy Zone
- Palin's Travels - službene stranice televizijskih putopisa
- Michael Palin's New Europe: An Unofficial Fan Center
- Michael Palin Centre for Stammering Children  Arhivirana inačica izvorne stranice od 1. svibnja 2007. (Wayback Machine)